# InterNetNews
InterNetNews (abgekürzt INN) ist ein quelloffener Newsserver, der 1991 von Rich Salz geschrieben wurde. Er wird seit 1996 vom Internet Systems Consortium (ISC) bereitgestellt und hauptsächlich von Russ Allbery weiterentwickelt. Er steht unter der ISC-Lizenz.
Er kann auf allen bekannten Unix-Systemen betrieben werden und ist in der Lage, Nachrichten direkt per NNTP mit anderen Newsservern auszutauschen und gilt heute als Referenzimplementierung.